# In-octavo
Pour les articles homonymes, voir In-octavo (homonymie).

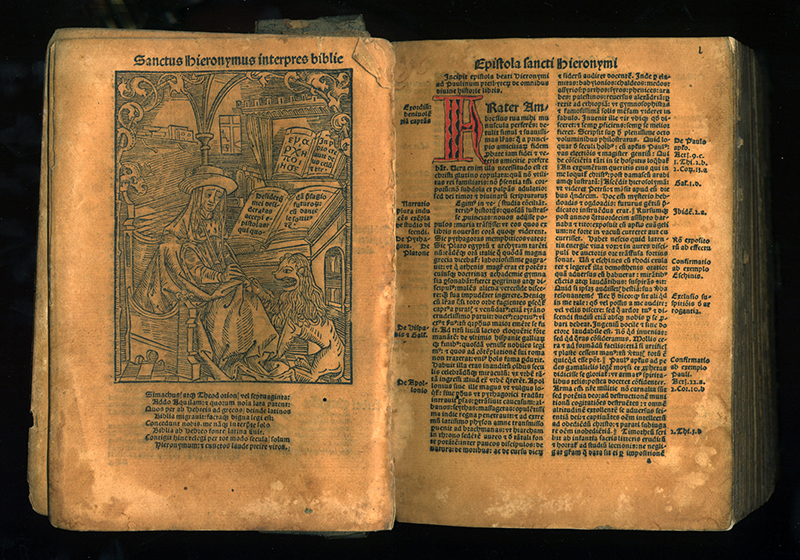
Un ouvrage in-octavo de 1495, la Biblia Latina de Jean Forbes conservée à la bibliothèque historique de Rolle.

L’in-octavo, également noté in-8o ou bascule, est une forme de livre où la feuille imprimée a été pliée trois fois, donnant ainsi huit feuillets, soit seize pages. L’in-octavo est plus ou moins grand, selon l’étendue de la feuille. Aux XVIIe et XVIIIe siècles, les in-octavo ont un format voisin du format A5 actuel, soit la moitié de la surface d'une feuille de papier A4, format français du papier à lettre.
En imprimerie, l’in-octavo est une technique d'impression ne nécessitant qu’un seul jeu de plaques pour imprimer un recto verso. La moitié gauche reçoit le (ou les) verso et la moitié droite le (ou les) recto ou inversement. Une fois la première « passe » effectuée, les feuilles sont retournées de gauche à droite et, sans changer les plaques, imprimées à nouveau sur leur envers.